# Хартман VII фон Лобдебург-Лойхтенбург
Хартман VII фон Лобдебург-Лойхтенбург (на немски: Hartmann VII. von Lobdeburg-Leuchtenburg; † сл. 1278) е благородник от род фон Лобдебург (част от Йена) и господар на Лойхтенбург/Лойхтенберг (при Зайтенрода).
Той е син (от 6 деца) на Херман фон Лобдебург-Лойхтенберг († сл. 1256) и съпругата му Мехтхилд фон Кверфурт-Магдебург († сл. 1254), (вер. незаконна) дъщеря на Гебхард IV фон Кверфурт, бургграф на Магдебург († сл. 1213/1216) и Луитгард фон Насау († пр. 1222). Внук е на Херман фон Лобдебург († сл. 1227) и правнук на Ото фон Лобдебург граф фон Алерхайм († сл. 1194). Праправнук е на граф Хартман I фон Алерхайм († сл. 1133), който е баща и на Рабодо фон Лобдебург († сл. 1176), епископ на Шпайер (1173 – 1176). Роднина е на Ото I фон Лобдебург († 1223), епископ на Вюрцбург (1207 – 1223) и на Херман I фон Лобдебург, епископ на Вюрцбург (1225 – 1254).
Сестра му Аделхайд фон Лобдебург († 1271) се омъжва 1247 г. за роднината си фогт Хайнрих I фон Плауен († 1303), а сестра му Юта фон Лобдебург († сл. 1254) е омъжена за фогт Еркенберт VIII фон Щаркенберг († сл. 1287).

## Фамилия
Хартман VII фон Лобдебург-Лойхтенбург се жени за Мехтилд фон Глайхенщайн († сл. 1306), дъщеря на граф Хайнрих I фон Глайхенщайн (1212 – 1257) и графиня Мехтилд фон Шверин († 1263). Те имат децата:
- Херман фон Лойхтенбург († сл. 1325), женен за Елизабет († сл. 1306)
- Албрехт фон Лойхтенбург († сл. 1325)
- Мехтилд фон Лойхтенбург († сл. 1317)
- дъщеря фон Лобдебург, омъжена за Хайнрих IX/VIII фон Вайда 'Стари'/Ройс (* ок. 1260; † сл. 28 септември 1316/1320), фогт на Вайда-Орламюнде, син на фогт Хайнрих VIII фон Вайда († 1279/1280) и София фон Ваймар-Орламюнде († 1258)